# Наддніпрянський проспект
Наддніпрянський проспект — набережна вулиця на Лівому Березі в Дніпровському районі Кам'янського.
Наддніпрянський проспект бере початок від автошляху Романкове-Єлізаветівка через дамбу Середньодніпровської ГЕС, йде на північний захід вздовж лівого берега Кам'янського водосховища до проспекту Івана Франка, яким проходить автошлях Т 0412 з Кам'янського на Лівобережне Поорілля. Довжина — 1500 метрів.
Права сторона проспекту забудована багатоповерхівками 9-го й 10-го мікрорайонів Лівого Берега, за розділені проспектом Героїв АТО. Ліва сторона проспекту — займає міський парк з Лівобережним дитячим пляжем й Алеєю слави з танком Т-34 на постаменті.

## Історія
Проспект 50 років СРСР існує з 1972 року — початку будівництва житлового району Лівий Берег, і року коли Радянському Союзу виконалося 50 років.
У лютому 2016 року проспект 50 років СРСР перейменовано на Наддніпрянський проспект.

## Будівлі
- пам'ятник танк Т-34
- № 1в - поштове відділення 51937,
- № 3 - середня загальноосвітня школа № 40,
- № 5 - дитячий садок №27 "Орлятко",
- № 8 - готель «Монтана»,
- № 13 - дитячий садок,
- № 25 - дитячий садок,
- № 57 - магазин «Книги».

## Перехресні вулиці
- бульвар Визволителів,
- проспект Героїв АТО,
- проспект Івана Франка (Автошлях Т 0412).